# Pieper (Belgisch bedrijf)

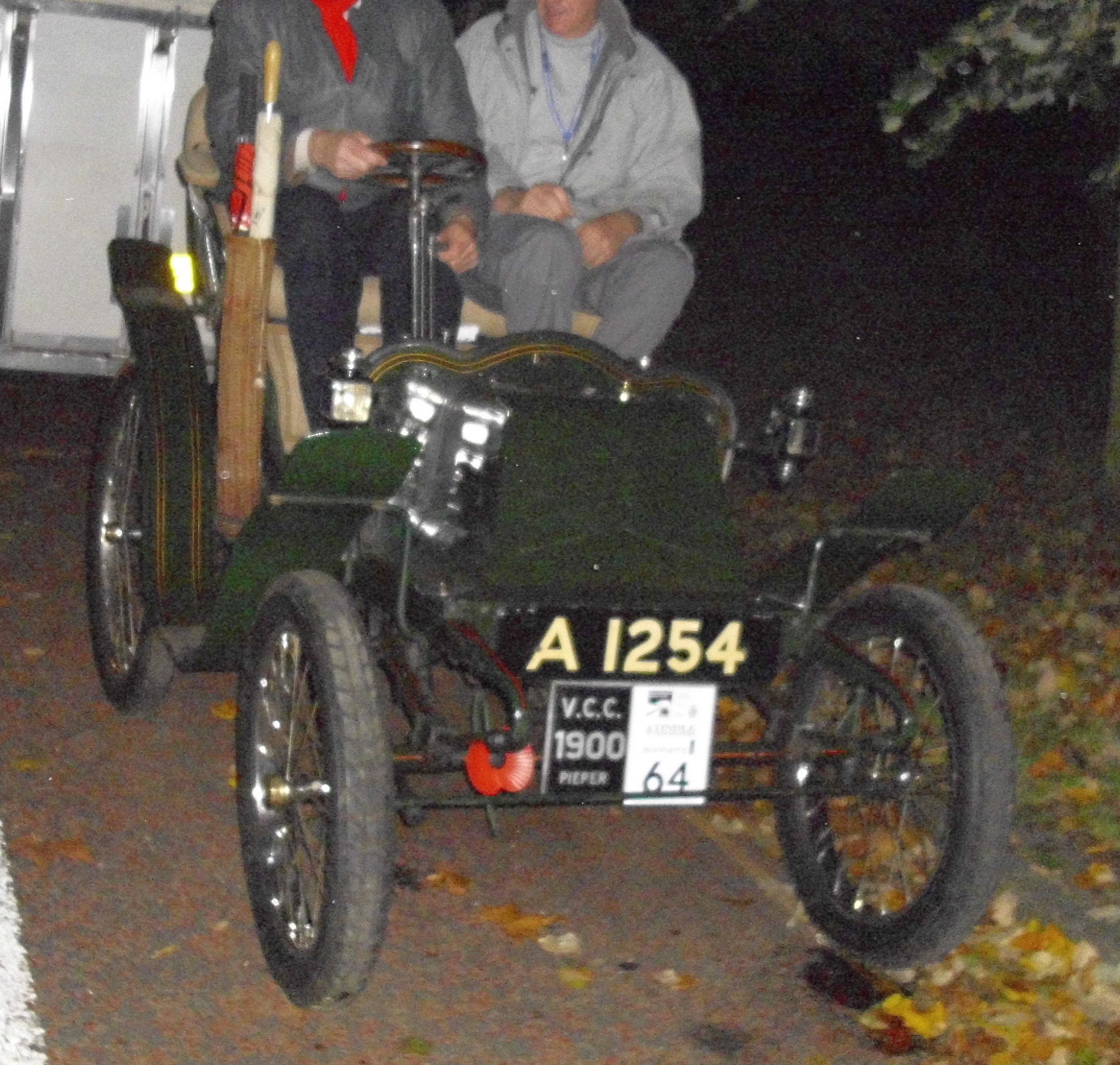
Pieper uit 1900

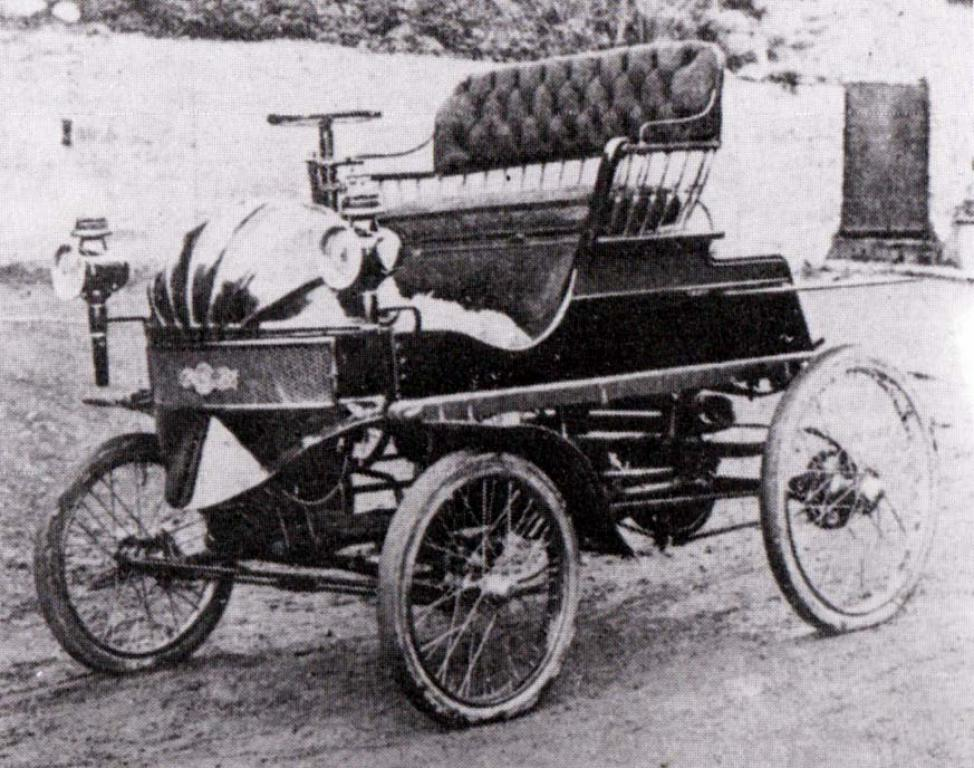
Pieper met hybride aandrijving (benzine/elektrisch) van De Dion-Bouton, 1900

Pieper was een Belgische fabrikant van wapens, elektrisch-benzine aangedreven auto's die ook minstens twee verschillende motorfietsen ontwikkelde.
Het in Luik gevestigde bedrijf - S.A. des Etablissements Pieper, Liège en Nessonvaux - was in 1866 opgericht door de Duitser Henri Pieper, die al eerder in Luik de eerste elektrische tram in België aanlegde. Pieper maakte een van de eerste voorlopers van de hybride-auto. De auto's gebruikten de energie die vrijkwam bij het remmen, welke normaliter verloren ging, om batterijen op te laden. Als de auto's dan bergop moesten rijden konden elektrische motoren meehelpen bij het klimmen.
Tot 1903 zijn deze auto's geproduceerd, waarna Auto-Mixte de patenten gebruikte voor haar voertuigen. De werkplaats werd overgenomen door Imperia
In 1898, het oprichtingsjaar van dochterbedrijf  Compagnie Internationale D’Electricité patenteerde het bedrijf een bijzondere motorfiets met het motorblok boven het voorwiel. Dit motorblok zat niet vóór, maar in plaats van het balhoofd (het vormde dus feitelijk zelf het balhoofd). De machine kwam waarschijnlijk nooit in productie, hoewel er een poster van rond de eeuwwisseling bewaard is gebleven waarop melding wordt gemaakt van "Motocyclettes Pieper". Op deze poster zijn echter alleen fietsen zichtbaar… Verder bestaat er nog een afbeelding van een Pieper-fiets met een normale clip-on motor. Tijdens de Stanley motorshow in Londen in 1901 of 1902 toonde Pieper deze motor in losse onderdelen.
Tot omstreeks 1930 had de NMVB een contract met Pieper om een Pieper-remsysteem in de elektrische trams te gebruiken.
Henri Piepers zoon Nicolas (1870-1933) zette de wapenproductie voort; tot ongeveer 1953 produceerde zijn bedrijf wapens.